# Mike Wise (columnista)
Mike Wise es un columnista deportivo estadounidense, escritor y personalidad de la televisión deportiva. Recientemente fue escritor sénior de The Undefeated, una propiedad digital de ESPN que combina deportes, carreras y cultura, y antes de ESPN trabajó durante 21 años en The New York Times y The Washington Post.

## Carrera
Wise fue un columnista deportivo galardonado en The Washington Post desde mayo de 2004 hasta diciembre de 2014. En noviembre de 2014, ESPN lo seleccionó para ser una voz y escritor destacado para The Undefeated, la nueva empresa digital de la cadena. Escribió la columna de la NBA, cubrió los Knicks y cuatro Juegos Olímpicos para The New York Times de 1994 a 2004. Además, desde 2009 hasta diciembre de 2012, Wise también presentó «The Mike Wise Show» en WJFK-FM.
Es mejor conocido por escribir sobre temas sociales en los deportes, incluida su defensa abierta contra las mascotas nativas americanas, especialmente los Washington Redskins, su cobertura de baloncesto, sus retratos de atletas y sus pasados psicológicos, y su revelación personal del abuso sexual infantil en relación con el escándalo de Penn State.
En Post, the Times y ESPN, ha cubierto las Finales de la NBA, la Serie Mundial, múltiples Super Bowls, una Copa América en Nueva Zelanda y siete Juegos Olímpicos.
Durante un segmento de agosto de 2010 en su programa de radio, Wise presentó un reporte inexacto sobre un quarterback de los Pittsburgh Steelers, Ben Roethlisberger, en Twitter. Wise defendió sus acciones afirmando que estaba intentando burlarse de la falta de fuentes y verificación de hechos en el periodismo moderno. Debido a que había usado su cuenta de Twitter del Washington Post, el Post lo suspendió por un mes.

## Otros medios
Wise es coautor de dos libros: Shaq Talks Back de 2001, con Shaquille O'Neal, un éxito de ventas del New York Times; y Just Ballin' de 1999: el ascenso caótico de los Knicks de Nueva York, con el reportero del New York Daily News, Frank Isola. Sus apariciones en televisión nacional incluyen CNN, MSNBC, PBS NewsHour, SportsCenter, Outside the Lines, The Today Show y Good Morning America.

## Premios seleccionados
Wise ganó en 2006 el premio a la historia destacada de Associated Press Sports Writers por un retrato del All-Star de la NBA Gilbert Arenas y su madre que lo abandonó. En 2009, también ganó el premio de primer lugar a la historia destacada de Associated Press Sports Writers por un perfil del jugador de hockey Donald Brashear.

## Vida personal
Wise se crio en el norte de California y Hawái y se graduó de la Universidad Estatal de California en Fresno.
En enero de 2008, Wise y su perro corrían por un canal congelado en Georgetown cuando su perro cayó a través del hielo. Wise también cayó a través del hielo tratando de salvar a su perro y habría muerto si un extraño no lo hubiera sacado. Más tarde, Wise encontró a la persona, un estudiante de la Facultad de Derecho de la Universidad George Washington llamado Jason Coates, y escribió una historia sobre sus experiencias en The Washington Post Magazine.
El primo segundo de Wise es David Wise, dos veces medallista de oro en los Juegos Olímpicos de Invierno en esquí de estilo libre masculino en medio tubo.
Es hijo de Roger Wise, quien cubrió el primer trasplante de corazón de la nación para el San Jose Mercury News, luego se convirtió en editor del Honolulu Star-Bulletin y sacerdote episcopal antes de su muerte en 2013.